# 拉巴努斯·莫鲁斯
拉巴努斯·莫鲁斯（拉丁語：Rabanus Maurus，—856年2月4日），法兰克人本笃会僧侣、神学家、诗人、百科全书作者、军事作家，东法兰克王国美因茨總教區總主教，曾为《圣经》作注，卡洛林文艺复兴时期作为知名的教师和作家之一。